# Твоите, моите и нашите
„Твоите, моите и нашите“ (на английски: Yours, Mine and Ours) е американска комедия от 2005 година, разказваща историята на едно семейство със 18 деца. Римейк е на едноименния филм от 1968 година. Филмът е режисиран от Раджа Госнел, а в главните роли участват Денис Куейд и Рене Русо. Филмът излиза на екран на 23 ноември 2005 г. Филмът е копродукция на Metro-Goldwyn-Mayer и Nickelodeon Movies и Robert Simonds Company и се разпространява от Paramount Pictures и Columbia Pictures.

## Актьорски състав
| Роля                  | Изпълнител               |
| --------------------- | ------------------------ |
| Франк Бърдсли         | Денис Куейд              |
| Хелън Норт            | Рене Русо                |
| Уилям Бърдсли         | Шон Фарис                |
| Катиджа Певек         | Кристина Бърдсли         |
| Хари Бърдсли          | Дийн Колинс              |
| Майкъл Бърдсли        | Тайлър Патрик Джоунс     |
| Кели Бърдсли          | Хейли Рам                |
| Отър и Ели Бърдсли    | Бриджер и Брекен Палмър  |
| Етън Бърдсли          | Тай Паниц                |
| Фийби Норт            | Даниел Панайбекър        |
| Дилън Норт            | Дрейк Бел                |
| Джими Норт            | Лил' Джей Джей           |
| Наоко Норт            | Мики Ишикава             |
| Джони Норт            | Миранда Косгроув         |
| Мик Норт              | Слейд Пиърс              |
| Лау Норт              | Андрю Во                 |
| Бина и Мариса Норт    | Дженифър и Джесика Хабиб |
| Алдо Норт             | Никълъс Роджет-Кинг      |
| Командант Шърман      | Рип Торн                 |
| Г-жа Мъниън           | Линда Хънт               |
| Макс Алгрант          | Джери О'Конъл            |
| Ник де Пиетро         | Джон Хендерсън           |
| Клаудия               | Дженика Бергере          |
| Капитан Даръл Едуардс | Дейвид Кокнър            |
| Доставчик на пица     | Дан Мот                  |